# Adaro (mythologie)
Pour les articles homonymes, voir Adaro.
Adaro est un terme désignant deux classes distinctes d'êtres que l'on retrouve dans la mythologie de l'île de Makira, dans les îles Salomon. La première classe est celle des fantômes, qui peuvent entrer dans un animal, un arbre ou une pierre, ou rester dans le village où ils ont vécu. Avec les supplications appropriées, ces fantômes peuvent être chargés de tuer ou de mutiler des personnes vivantes à distance. L'autre classe est celle des esprits élémentaires qui jouent un rôle dans de nombreuses histoires de création autour de l'île. Il est aussi considéré comme un esprit de l'eau.

## Ethymologie
Le mot adaro vient de la langue arosi ; il a plusieurs significations, notamment : « cadavre  », « fantôme  », « âme  », « esprit  ». Les Makira conçoivent deux âmes chez chaque être humain : une âme maligne – l’adaro – et une âme bienveillante – l’aunga. Celle-ci disparaît de ce monde après la mort, tandis que l’adaro reste.

## Caractéristiques
Les adaro (fantômes) pénètrent le plus souvent dans les requins ou d'autres animaux marins. Ces animaux acquièrent la compréhension humaine et sont capables d’aider leurs proches vivants. Le requin-adaro attrapera une victime de sa pirogue et la traînera, encore vivante, jusqu'à la famille de l'adaro, tandis qu'un serpent-adaro peut s'enrouler dans la hutte d'une victime, emportant son aunga pendant qu'il rêve et le rendant malade et mourant.
Les adaro (esprits) habitent de nombreuses forces élémentaires dans et autour de l'île de Makira. On peut parler de l’adaro de la mer et de l'adaro de l'arc-en-ciel, entre autres. Ces adaro jouent un rôle dans les histoires de création de diverses matrilignées. Il y a un adaro qui garde et un adaro qui dirige le Rotomana, l'endroit où les aunga vont après leur mort. Le Rotomana existe à différents endroits pour différents peuples de l'île de Makira. Les Îles Olu Malau (en) sont les Rotomana pour beaucoup de ceux qui vivent sur la côte nord de Makira, tandis que les îles du détroit de Marau (en) sont considérées comme les Rotomana pour ceux qui vivent sur la côte ouest.